# Зеркало Ллойда

Зеркало Ллойда

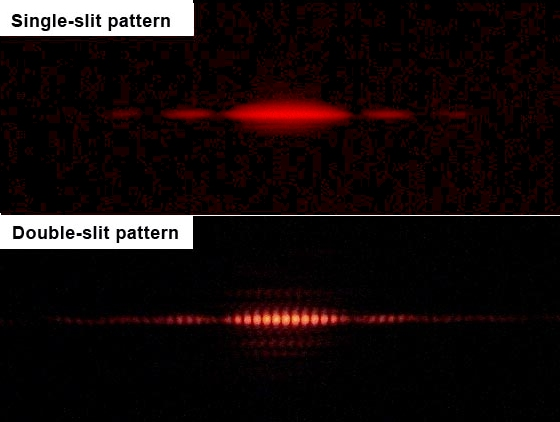
Рис. 2. Эксперимент Юнга с двумя щелями показывает дифракционную картину с одной щелью поверх интерференционных полос с двумя щелями.

Рис. 3. В конце 1940-х и начале 1950-х годов ученые из CSIRO использовали метод, основанную на идее зеркала Ллойда, для точных угловых измерений положения различных галактических радиоисточников. с прибрежных участков. Методика заключалась в наблюдении интерференции прямых и отраженных от поверхности моря радиолучей. Приемник располагался на высоких прибрежных скалах Новой Зеландии и Австралии. Эти наблюдения после поправки на атмосферную рефракцию и обработки позволили построить траектории движения источников над горизонтом и точно определить их небесные координаты.

Зе́ркало Лло́йда — оптическая система для наблюдения интерференции световых волн. Эксперимент с зеркалом был впервые описан в 1834 году Ллойдом в Трудах Ирландской королевской академии наук. В эксперименте свет от источника монохроматического излучения отражается от поверхности зеркала под небольшим углом и интерферирует со светом, идущим непосредственно от источника. Таким образом, источниками когерентных волн служат реальный источник света и его   мнимое изображение.